# (4234) Evtushenko
(4234) Evtushenko ist ein Hauptgürtelasteroid, der am 6. Mai 1978 von Nikolai Stepanowitsch Tschernych am Krim-Observatorium entdeckt wurde.
Der Asteroid wurde nach dem russischen Dichter Jewgeni Alexandrowitsch Jewtuschenko benannt.